# Silleruds hembygdsgård
Silleruds hembygdsgård är en hembygdsgård i Sillerud, Årjängs kommun. Byggnaden uppfördes 1812. Förutom denna huvudbyggnad finns loge och lador från byn Egenäs och visthusbod från Häljebyn samt en torparstuga från Silleruds Prästgård. 
Hembygdsgården innehar även ett flertal minnen från den kände missionären Peter Fjellstedt.